# 青砥町
青砥町（あおとちょう）は神奈川県横浜市緑区の町名。住居表示未実施で、字丁目は設けられていない。青砥町の旧名は「おうとちょう」と云い、昭和15年の横浜市の町名の呼名の変更により「あおとちょう」の読み名になった（市役所談）。なお、近くのバス停の名は「青砥（おおと）」になっている。

## 地理
緑区の中北部、多摩丘陵の東縁の谷本川（鶴見川上流）と恩田川の合流部に位置する。北から西にかけて北八朔町・小山町、南は恩田川を挟み中山町、東は谷本川を挟み都筑区川和町および同佐江戸町に接する。神奈川県道140号川崎町田線が東西に通り、青砥交差点で南に伸びる神奈川県道109号青砥上星川線、北に延びる中山北山田線と交差する。中山駅から横浜市営地下鉄グリーンラインが町内を抜け、谷本川付近で地上に出るが、町内に駅はない。最寄駅はJR横浜線・地下鉄グリーンラインの中山駅、および地下鉄グリーンライン川和町駅となる。青砥バス停からは青葉台駅、市が尾駅、センター南駅、新横浜駅などへ路線バスが運行されている。町の正式な呼び名は、1939年（昭和14年）3月31日横浜市告示第31号により、「あおと」と呼ばれる。だが、地元では古くから「おおと」と呼ばれている。また、東急バス停留所の名称は、多数の住民の意見が採用されて「おおと」と表記される。『新編武蔵風土記稿』以前に発行されたとされる『武蔵志』には、「ヲヽト（＝おおと）」と読み仮名が振られている。字は3つあり、北部が「山ノ下」、南東部が「柳町」、南西部が「御嶽堂」となっている。
町の南部は化学工場が立地し、北部の谷本川沿いには東急青砥団地や企業の寮などが建つ。面積は0.523km²。

### 字名
- 御獄堂
- 柳町
- 山ノ下[2]

### 地価
住宅地の地価は、2024年（令和6年）1月1日の公示地価によれば、青砥町字山ノ下635番139の地点で21万7000円/m²となっている。

## 歴史
戦国時代から見られる地名で、『新編武蔵風土記稿』には北条氏家臣の青砥左衛門藤綱が居住したことに由来し、青砥町の恩田川の川沿いに墳墓を構えて祀ったという。その後、江戸時代から現在、住職・町民の有志により近くの当青砥町の蓮正寺の境内に墓石を建立すると共に「青砥大明神ご遷座の記」を設置し広く祀ったという。また、他説があるが不詳である。地名研究では、「アオ・ト」は川辺の地、湿地を意味するとしている。1500年代の『小田原衆所領役帳』にもみられるように、古くは「青戸」とも書いた。江戸時代に都筑郡青砥村となる。石高は、元禄郷帳・天保郷帳ともに179石余り。1889年（明治22年）4月1日、町村制の施行により青砥村と市ケ尾村、大場村、鴨志田村、鉄村、黒須田村、上谷本村、下谷本村、寺家村、成合村、西八朔村、北八朔村、小山村、および下麻生村の一部が合併して中里村が発足し、青砥はその大字となる。米や麦などの農業地帯であったが、明治20年代から副業として養蚕業が行われるようになり、大正時代から東京・横浜の消費地向けに野菜の栽培が盛んになる。1939年（昭和14年）4月1日、横浜市に編入。同日に発足した港北区の一部となる。1969年（昭和44年）4月1日に港北区から緑区が分区したことにより、緑区青砥町となる。1980年（昭和55年）12月10日に、土地改良事業に伴う換地処分により町域の一部を小山町に編入するとともに中山町の一部を編入した。

## 世帯数と人口
2025年（令和7年）6月30日現在（横浜市発表）の世帯数と人口は以下の通りである。
| 町丁   | 世帯数    | 人口    |
| ------ | --------- | ------- |
| 青砥町 | 2,077世帯 | 4,499人 |

### 人口の変遷
国勢調査による人口の推移。
| 年                 | 人口  |
| ------------------ | ----- |
| 1995年（平成7年）  | 3,707 |
| 2000年（平成12年） | 3,983 |
| 2005年（平成17年） | 4,473 |
| 2010年（平成22年） | 4,211 |
| 2015年（平成27年） | 4,554 |
| 2020年（令和2年）  | 4,595 |

### 世帯数の変遷
国勢調査による世帯数の推移。
| 年                 | 世帯数 |
| ------------------ | ------ |
| 1995年（平成7年）  | 1,313  |
| 2000年（平成12年） | 1,528  |
| 2005年（平成17年） | 1,699  |
| 2010年（平成22年） | 1,657  |
| 2015年（平成27年） | 1,851  |
| 2020年（令和2年）  | 1,984  |

## 学区
市立小・中学校に通う場合、学区は以下の通りとなる（2024年11月時点）。
| 番地 | 小学校             | 中学校               |
| ---- | ------------------ | -------------------- |
| 全域 | 横浜市立山下小学校 | 横浜市立緑が丘中学校 |

## 事業所
2021年（令和3年）現在の経済センサス調査による事業所数と従業員数は以下の通りである。
| 町丁   | 事業所数  | 従業員数 |
| ------ | --------- | -------- |
| 青砥町 | 108事業所 | 1,492人  |

### 事業者数の変遷
経済センサスによる事業所数の推移。
| 年                 | 事業者数 |
| ------------------ | -------- |
| 2016年（平成28年） | 116      |
| 2021年（令和3年）  | 108      |

### 従業員数の変遷
経済センサスによる従業員数の推移。
| 年                 | 従業員数 |
| ------------------ | -------- |
| 2016年（平成28年） | 1,587    |
| 2021年（令和3年）  | 1,492    |

## その他

### 日本郵便
- 郵便番号 : 226-0022[3]（集配局：緑郵便局[25]）

### 警察
町内の警察の管轄区域は以下の通りである。
| 番・番地等 | 警察署   | 交番・駐在所 |
| ---------- | -------- | ------------ |
| 全域       | 緑警察署 | 北八朔交番   |